# Vessey
Vessey és un municipi francès situat al departament de la Manche i a la regió de Normandia. L'any 2007 tenia 392 habitants.

## Demografia

### Població
El 2007 la població de fet de Vessey era de 392 persones. Hi havia 152 famílies de les quals 36 eren unipersonals (36 dones vivint soles i 36 dones vivint soles), 48 parelles sense fills, 52 parelles amb fills i 16 famílies monoparentals amb fills.
La població ha evolucionat segons el següent gràfic:
Habitants censats

### Habitatges
El 2007 hi havia 217 habitatges, 158 eren l'habitatge principal de la família, 32 eren segones residències i 27 estaven desocupats. 212 eren cases i 1 era un apartament. Dels 158 habitatges principals, 109 estaven ocupats pels seus propietaris, 47 estaven llogats i ocupats pels llogaters i 3 estaven cedits a títol gratuït; 2 tenien una cambra, 5 en tenien dues, 27 en tenien tres, 41 en tenien quatre i 84 en tenien cinc o més. 88 habitatges disposaven pel capbaix d'una plaça de pàrquing. A 63 habitatges hi havia un automòbil i a 78 n'hi havia dos o més.

### Piràmide de població
La piràmide de població per edats i sexe el 2009 era:
| Homes | Edats   | Dones |
| ----- | ------- | ----- |
| 0     | 95 o +  | 0     |
| 4     | 90 a 94 | 4     |
| 8     | 85 a 89 | 0     |
| 0     | 80 a 84 | 8     |
| 4     | 75 a 79 | 16    |
| 8     | 70 a 74 | 4     |
| 16    | 65 a 69 | 16    |
| 8     | 60 a 64 | 8     |
| 4     | 55 a 59 | 8     |
| 12    | 50 a 54 | 8     |
| 16    | 45 a 49 | 16    |
| 12    | 40 a 44 | 16    |
| 8     | 35 a 39 | 8     |
| 8     | 30 a 34 | 12    |
| 28    | 25 a 29 | 12    |
| 20    | 20 a 24 | 12    |
| 24    | 15 a 19 | 12    |
| 8     | 10 a 14 | 16    |
| 12    | 5 a 9   | 8     |
| 8     | 0 a 4   | 16    |

## Economia
El 2007 la població en edat de treballar era de 238 persones, 178 eren actives i 60 eren inactives. De les 178 persones actives 161 estaven ocupades (96 homes i 65 dones) i 17 estaven aturades (5 homes i 12 dones). De les 60 persones inactives 28 estaven jubilades, 11 estaven estudiant i 21 estaven classificades com a «altres inactius».

### Ingressos
El 2009 a Vessey hi havia 164 unitats fiscals que integraven 408,5 persones, la mediana anual d'ingressos fiscals per persona era de 15.156 €.

### Activitats econòmiques
Dels 7 establiments que hi havia el 2007, 1 era d'una empresa de fabricació d'altres productes industrials, 2 d'empreses de construcció, 3 d'empreses de comerç i reparació d'automòbils i 1 d'una empresa de serveis.
Dels 3 establiments de servei als particulars que hi havia el 2009, 1 era un taller de reparació d'automòbils i de material agrícola, 1 paleta i 1 lampisteria.
L'any 2000 a Vessey hi havia 47 explotacions agrícoles que ocupaven un total de 1.254 hectàrees.

## Poblacions més properes
El següent diagrama mostra les poblacions més properes.